# Ajan Bolūk
Ajan Bolūk (persiska: بُلوك آجَن, Bolūk Ajan, Bolūk Ājan, بلوک اجن, اجن بلوک) är en ort i Iran.   Den ligger i provinsen Golestan, i den norra delen av landet, 400 km nordost om huvudstaden Teheran. Ajan Bolūk ligger 280 meter över havet och antalet invånare är 394.
Terrängen runt Ajan Bolūk är huvudsakligen kuperad, men åt sydväst är den platt. Terrängen runt Ajan Bolūk sluttar västerut. Runt Ajan Bolūk är det ganska glesbefolkat, med 48 invånare per kvadratkilometer. Närmaste större samhälle är Kalāleh, 6,0 km sydväst om Ajan Bolūk. Trakten runt Ajan Bolūk består till största delen av jordbruksmark.